# Pietro Paolo della Sassetta
Pietro Paolo Orlandi della Sassetta (... – 1508) è stato un nobile, condottiero e politico italiano del Rinascimento.

## Biografia
Figlio del fu signore della Sassetta, Ranieri Orlandi, divenne ben presto un capitano di ventura. Pietro Paolo partecipò a numerose battaglie, tra le quali: la battaglia di Otranto, la battaglia di Campomorto, la battaglia di Montorio, l'assedio di Pietrasanta e l'assedio di Sarzanello.
Nel 1508 muore per cause naturali.